# 1958 في كندا
فيما يلي قوائم الأحداث التي وقعت خلال عام 1958 في كندا.

## سياسة

### تعيين في المنصب
- 16 يناير – ليستر بولز بيرسون زعيم المعارضة الرسمية [الإنجليزية]‏.
- 16 يونيو – جون كارول member of the Legislative Assembly of Manitoba ‏.
- 16 يونيو – ستيرلينغ ليون member of the Legislative Assembly of Manitoba ‏.

### انتهاء فترة المنصب
- 1 يناير – أليستير فرازير نائب حاكم نوفا سكوشا [الإنجليزية]‏.
- 1 يناير – جيمس أندرسون member of the Legislative Assembly of Manitoba ‏.
- 3 فبراير – ويليام جون باترسون الحاكم العام لمقاطعة ساسكاتشوان [الإنجليزية]‏.
- 1 مارس – جون هاريسون عضو مجلس العموم الكندي.
- 31 مارس – جيمس غارفيلد غاردينر عضو مجلس العموم الكندي.

## مواليد

### يناير
- 1 يناير – إيفرت مكدونالد سياسي كندي.
- 1 يناير – باتريشيا بورجات
- 1 يناير – باولا موراي فنانة كندية.
- 1 يناير – بنوا كولومب
- 1 يناير – بيير مارشان
- 1 يناير – تيري هاوكس ممثلة كندية.
- 1 يناير – جون فرازير سياسي كندي.
- 1 يناير – جون كوبر مؤلف كندي.
- 1 يناير – جويس نابير صحفية كندية.
- 1 يناير – دانيال ديون
- 1 يناير – ديف هنتر لاعب هوكي جليد من الولايات المتحدة الأمريكية.
- 1 يناير – سامانثا تايلور مقدمة تلفزيونية كندية.
- 1 يناير – سو ريتشاردز فنانة كندية.
- 1 يناير – سوزان شبتون مونتيرة كندية.
- 1 يناير – كاترين مارتن مخرجة أفلام كندية.
- 1 يناير – كلير هولدن روثمان كاتبة كندية.
- 1 يناير – كيث إرفينغ سياسي كندي.
- 1 يناير – كيفن بولارد سياسي كندي.
- 1 يناير – لورنا براون
- 1 يناير – مارك لويس فنان كندي.
- 1 يناير – نورمان برونيه مغني كندي.
- 1 يناير – نيكولاس غراهام
- 1 يناير – هارولد هوارد
- 1 يناير – هيو فرازير موسيقي كندي.
- 4 يناير – توم ماكبيث ممثل كندي.
- 8 يناير – ألان كينيدي لاعب كرة قدم أمريكي.
- 16 يناير – أرماند روي سياسي كندي.
- 17 يناير – تيم بيرنهارت لاعب هوكي جليد كندي.
- 18 يناير – جون فيرغسون رياضي كندي.
- 21 يناير – مايكل وينكوت ممثل كندي.
- 23 يناير – كيفن كوين
- 24 يناير – دان غيوفريون لاعب هوكي جليد كندي.
- 25 يناير – بيتر واتس
- 25 يناير – مايك ميرفي سياسي كندي.
- 26 يناير – مارك تايلور لاعب هوكي جليد كندي.
- 29 يناير – جلان كوكرين لاعب هوكي جليد كندي.

### فبراير
- 1 فبراير – كيري براون
- 2 فبراير – ميشال مارك بوشار كاتب مسرحي كندي.
- 7 فبراير – إريك هيغز عالم بيئة كندي.
- 7 فبراير – تيم هيغينز لاعب هوكي جليد كندي.
- 10 فبراير – باول ديفيس متسابق يخت نرويجي.
- 11 فبراير – أندريه دوريه لاعب هوكي جليد كندي.
- 12 فبراير – بوبي سميث لاعب هوكي جليد كندي.
- 13 فبراير – مارك إميري سياسي كندي.
- 15 فبراير – برينت بيترسون لاعب هوكي جليد كندي.
- 21 فبراير – كيم كوتس ممثل كندي.
- 23 فبراير – بوب ستيفن لاعب كرة قدم كندي.
- 23 فبراير – جيل روس
- 23 فبراير – غريغ مريديث لاعب هوكي جليد كندي.
- 23 فبراير – نورمان سبنسر
- 25 فبراير – باركلي هوب
- 26 فبراير – قاي بورجوازي سياسي كندي.
- 28 فبراير – جاي جونستون لاعب هوكي جليد كندي.
- 28 فبراير – داني لوكاس لاعب هوكي جليد كندي.
- 28 فبراير – دين كروفورد مُجدّف كندي.

### مارس
- 10 مارس – كارول جونستون لاعبة جمباز فني كندية.
- 11 مارس – ستيفن آر. هارت ممثل كندي.
- 14 مارس – رون كارتر لاعب هوكي جليد كندي.
- 26 مارس – آن دودغ مُجدّفة كانوي كندية.
- 30 مارس – موريس لامارش
- 31 مارس – براد مارش لاعب هوكي جليد كندي.

### أبريل
- 7 أبريل – تيد نولان لاعب هوكي جليد كندي.
- 7 أبريل – دان مكارثي لاعب هوكي جليد من الولايات المتحدة الأمريكية.
- 8 أبريل – ريتشارد ديفيد لاعب هوكي جليد كندي.
- 10 أبريل – جون ديفاني لاعب هوكي جليد كندي.
- 12 أبريل – كيم دولان لاعبة كرلنغ كندية.
- 13 أبريل – براد سميث لاعب هوكي جليد كندي.
- 14 أبريل – رون كريفير لاعب كرة سلة كندي.
- 15 أبريل – آن مايكلز
- 15 أبريل – دوغ هايندز منافِس أوليمبي كندي.
- 15 أبريل – كيث أكتون لاعب هوكي جليد كندي.
- 19 أبريل – جون ويستون سياسي كندي.
- 21 أبريل – دالي ميتشيل
- 21 أبريل – هيلين دوريون كاتبة كندية.
- 23 أبريل – ريان والتر
- 28 أبريل – شون كيهو لاعب كرة قدم كندي.

### مايو
- 9 مايو – غراهام سميث سبّاح كندي.
- 9 مايو – لورينا غيل ممثلة من الولايات المتحدة الأمريكية.
- 10 مايو – غايتان باوتشر
- 11 مايو – دان أيرلند مخرج أفلام أمريكي.
- 11 مايو – مارغريت هاو عداءة سرعة كندية.
- 18 مايو – بيتر كروفت متسلق جبال كندي.
- 18 مايو – ديف واتسون لاعب هوكي جليد كندي.
- 21 مايو – مافي كالدر
- 22 مايو – واين جونستون كاتب كندي.
- 28 مايو – جان لوكلير سياسي كندي.
- 30 مايو – باول كاميرون مصوّر سينمائي كندي.
- 30 مايو – ويس جارفيس لاعب هوكي جليد كندي.

### يونيو
- 2 يونيو – تيري مور لاعب كرة قدم كندي.
- 3 يونيو – جيف دنيس
- 9 يونيو – جيري لورو لاعب هوكي جليد كندي.
- 13 يونيو – رون مان مخرج أفلام كندي.
- 23 يونيو – لاري بلايفير لاعب هوكي جليد كندي.
- 24 يونيو – جان شاريه سياسي كندي.
- 28 يونيو – كارولين ميتشيل مبارزة بالسيف كندية.
- 30 يونيو – بوب فرويز لاعب هوكي جليد كندي.

### يوليو
- 1 يوليو – جون باريت لاعب هوكي جليد كندي.
- 1 يوليو – لويز بيني كاتبة كندية.
- 1 يوليو – مارلين دينيس مقدمة برامج إذاعية من الولايات المتحدة الأمريكية.
- 2 يوليو – جورج ماكفي
- 3 يوليو – ماثيو فرازير صحفي كندي.
- 8 يوليو – غوردون ستيوارت أندرسون كاتب كندي.
- 14 يوليو – أندرو دايفيد إيرفاين فيلسوف كندي.
- 16 يوليو – رون ديفيدسون لاعب هوكي جليد كندي.
- 25 يوليو – هيثر كلارك
- 26 يوليو – أنجيلا هيويت عازفة بيانو كندية.
- 26 يوليو – غاري مالكوفسكي سياسي كندي.
- 28 يوليو – تيري فوكس
- 29 يوليو – ديف كاميرون لاعب هوكي جليد كندي.

### أغسطس
- 5 أغسطس – ديفيد فريدريك هيبورن
- 5 أغسطس – هوارد ووكر لاعب هوكي جليد كندي.
- 9 أغسطس – لويس غارنو درّاج طريق كندي.
- 10 أغسطس – جريس فيربيك رياضية كندية.
- 17 أغسطس – روب جارنر لاعب هوكي جليد كندي.
- 17 أغسطس – كيرك ستيفنز لاعب سنوكر كندي.
- 19 أغسطس – دوغ هاميلتون مُجدّف كندي.
- 22 أغسطس – لايلي باور
- 24 أغسطس – بيلي تشو
- 24 أغسطس – نيلسون مارتن لاعب كرة قدم كندي.

### سبتمبر
- 5 سبتمبر – بيير لورو صحفي كندي.
- 5 سبتمبر – دون مالوني لاعب هوكي جليد كندي.
- 8 سبتمبر – سونيا سميتس ممثلة كندية.
- 9 سبتمبر – شون جونستون ممثل كندي.
- 10 سبتمبر – بوب روبنسون مصارع هاوي كندي.
- 14 سبتمبر – مارينا إنديكوت كاتبة كندية.
- 20 سبتمبر – مايكل دانا ملحن كندي.
- 21 سبتمبر – جاي تريانو
- 22 سبتمبر – تشيستر إلتون محاضر تحفيزي كندي.
- 23 سبتمبر – كيلي ديفيس لاعب هوكي جليد كندي.
- 26 سبتمبر – ويس جورج لاعب هوكي جليد كندي.
- 27 سبتمبر – تشارلز سوزا سياسي كندي.

### أكتوبر
- 2 أكتوبر – برايان يونغ لاعب هوكي جليد كندي.
- 3 أكتوبر – روب سميث
- 4 أكتوبر – جايسون رايلي
- 10 أكتوبر – جيري دياز نقابي كندي.
- 11 أكتوبر – غافين أفليك مهندس معماري كندي.
- 15 أكتوبر – جيري سورنسن متزحلقة جبال الألب كندية.
- 15 أكتوبر – لويز بلوين سيدة أعمال كندية.
- 25 أكتوبر – جلان تشيلتون
- 26 أكتوبر – جيف ديفيس سياسي أمريكي.
- 31 أكتوبر – سوزان باريزي كاتبة أسترالية.

### نوفمبر
- 8 نوفمبر – نورمان س. بوليو مهندس كندي.
- 10 نوفمبر – كلفن نج سياسي كندي.
- 13 نوفمبر – ليندا جاكسن درّاجة طريق كندية.
- 16 نوفمبر – نويل إديسون موزع كندي.
- 19 نوفمبر – جو جوردن سياسي كندي.
- 26 نوفمبر – ديفيد أسبر
- 27 نوفمبر – أل جنسن لاعب هوكي جليد كندي.
- 28 نوفمبر – تيري جونسون لاعب هوكي جليد كندي.
- 30 نوفمبر – أندرو باول ماكدونالد
- 30 نوفمبر – كورت جايلز لاعب هوكي جليد كندي.

### ديسمبر
- 1 ديسمبر – ديفيد هوباند ممثل كندي.
- 1 ديسمبر – مايك جيلز لاعب هوكي جليد كندي.
- 5 ديسمبر – بوبي فرنسيس لاعب هوكي جليد كندي.
- 9 ديسمبر – جورج كولر موسيقي كندي.
- 10 ديسمبر – ديفيد باول غروف ممثل كندي.
- 12 ديسمبر – لوسي قواي كاياكيرة كندية.
- 13 ديسمبر – لوري هيندرين عالِمة حاسوب كندية.
- 15 ديسمبر – مارتي روث سائق سيارة سباق كندي.
- 16 ديسمبر – ديبي سكوت بوكر منافِسة أوليمبية كندية.
- 19 ديسمبر – بين ويلسون لاعب هوكي جليد كندي.
- 20 ديسمبر – بيتر غالانت لاعب كرلنغ كندي.

## وفيات

### يناير
- 1 يناير – راسيل بيكر (مواليد 1910)
- 1 يناير – رينيه مورين (مواليد 1883) سياسي كندي.
- 1 يناير – كلارا هاغارتي (مواليد 1871) فنانة كندية.
- 1 يناير – هارولد ليتل (مواليد 1893) مُجدّف كندي.
- 1 يناير – ويليام بينون (مواليد 1888)
- 9 يناير – ديك غرانت (مواليد 1878) عداء مراثوني من الولايات المتحدة الأمريكية.
- 16 يناير – مايك نيفيل (مواليد 1903) لاعب هوكي جليد كندي.
- 24 يناير – جاك ماكدونالد (مواليد 1887) لاعب هوكي جليد كندي.
- 24 يناير – فرانك إل. شو (مواليد 1877) سياسي أمريكي.

### أبريل
- 1 أبريل – ألفرد بريان (مواليد 1871)

### مايو
- 10 مايو – إليك كونيل (مواليد 1902) لاعب هوكي جليد كندي.

### يونيو
- 6 يونيو – ألفونس دس رايموند (مواليد 1884) سياسي كندي.
- 12 يونيو – جون تي غودفري (مواليد 1922)
- 14 يونيو – جوزيف ماكورميك (مواليد 1895) لاعب هوكي جليد كندي.

### يوليو
- 2 يوليو – يب أوينز (مواليد 1886) لاعب كرة قاعدة من الولايات المتحدة الأمريكية.
- 20 يوليو – جورج ويب (مواليد 1886) سياسي كندي.

### أغسطس
- 4 أغسطس – توماس إي. ويلسون (مواليد 1868) رائد أعمال أمريكي.

### سبتمبر
- 2 سبتمبر – جورج ستيوارت هنري (مواليد 1871) سياسي كندي.
- 14 سبتمبر – نورمان هايمز (مواليد 1900) لاعب هوكي جليد كندي.
- 20 سبتمبر – أوسكار أوبراين (مواليد 1892)
- 23 سبتمبر – جاكوب نيكول (مواليد 1876) سياسي كندي.

### نوفمبر
- 10 نوفمبر – بيلي باوتشر (مواليد 1899) لاعب هوكي جليد كندي.
- 11 نوفمبر – جون جي. براون (مواليد 1900) سياسي كندي.
- 16 نوفمبر – رينا ماكدونالد (مواليد 1907)
- 23 نوفمبر – إيفيرارد باتلر (مواليد 1885) مُجدّف كندي.

### ديسمبر
- 12 ديسمبر – ألبرت والش (مواليد 1900) سياسي كندي.
- 15 ديسمبر – ألكيساندرين غيب (مواليد 1891) صحفية كندية.
- 24 ديسمبر – هوراس ميريل (مواليد 1884)
- 26 ديسمبر – إدي جيمس (مواليد 1907) لاعب كرة قدم كندي.
- 26 ديسمبر – إيفا غوثير (مواليد 1885)